# Шодерак
Шодерак (фр. Chaudeyrac) насеље је и општина у јужној Француској у региону Лангдок-Русијон, у департману Лозер која припада префектури Манд.
По подацима из 2011. године у општини је живело 308 становника, а густина насељености је износила 6,98 становника/km². Општина се простире на површини од 44,10 km². Налази се на средњој надморској висини од 1 143 метара (максималној 1.436 m, а минималној 1.119 m).

## Демографија
| 1962. | 1968. | 1975. | 1982. | 1990. | 1999. | 2011. |
| ----- | ----- | ----- | ----- | ----- | ----- | ----- |
| 438   | 414   | 327   | 296   | 235   | 263   | 308   |

График промене броја становника у току последњих година